# Fa‘a‘ā
Fa‘a‘ā o Faa‘ā (secondo il codice geografico internazionale: Faaa) è un comune della Polinesia francese di 29'851 abitanti nell'isola di Tahiti, Isole del Vento.
È sede dell'aeroporto internazionale di Tahiti-Faa‘ā.

## Gemellaggio
- Fujimi